# Guillaume de Hesse-Philippsthal-Barchfeld
Guillaume de Hesse-Philippsthal-Barchfeld (en allemand Wilhlem von Hessen-Philippsthal-Barchfeld) est né le 1er avril 1692 à Philippsthal et mort le 13 mai 1761 à Bréda.
Il est le premier landgrave de Hesse-Philippsthal-Barchfeld de 1721 à 1761.

## Famille
Fils du landgrave Philippe de Hesse-Philippsthal et de Catherine de Solms-Laubach.
En 1724, Guillaume de Hesse-Philippsthal épousa Charlotte-Wilhelmine d'Anhalt-Bernbourg-Hoym (1704-1766), (fille de Lebrecht d'Anhalt-Zeitz-Hoym).
Quinze enfants sont nés de cette union :
- Charlotte de Hesse-Philippsthal-Barchfeld (1725-1798), en 1765 elle épousa le comte Albert d'Isemburg (1717-1782)
- Guillaume de Hesse-Phillipsthal-Barchfeld (1726-1726)
- Frédéric de Hesse-Philippsthal (1727-1777), landgrave de Hesse-Philippsthal-Barchfeld de 1761 à 1777, en 1772 il épousa Sophie de Solms (1740-1800), (fille du comte Charles de Salms)
- Philippe de Hesse-Philippsthal-Barchfeld (1728-1745)
- Jeanne de Hesse-Philippsthal-Barchfeld (1730-1799)
- Caroline de Hesse-Philippsthal-Barchfeld (1731-1808)
- Ulrique de Hesse-Philippsthal-Barchfeld (1732-1795), en 1755 elle épousa le landgrave Guillaume de Hesse-Philippsthal (1726-1810)
- Charles de Hesse-Philippsthal-Barchfeld (1734-1764)
- Anne de Hesse-Philippsthal-Barchfeld (1735-1785), en 1767 elle épousa le comte Adolphe de Lippe (1732-1800)
- Charles de Hesse-Philippsthal-Barchfeld (1737-1740)
- Dorothée de Hesse-Philippsthal-Barchfeld (1738-1799), en 1764 elle épousa le prince Jean de Loewenstein (1740-1816)
- Christian de Hesse-Philippsthal-Barchfeld (1740-1750)
- Frédéric de Hesse-Philippsthal-Barchfeld (1741-1741)
- Adolphe de Hesse-Philippsthal-Barchfeld (1743-1803), landgrave de Hesse-Philippsthal-Barchfeld de 1777 à 1803).

Guillaume de Hesse-Philippsthal-Barchfeld est le fondateur de la lignée de Hesse-Philippsthal-Barchfeld, cette sixième branche est issue de la cinquième branche de Hesse-Philippsthal, elle-même issue de la première branche de la Maison de Hesse, Les six branches de la Maison de Hesse sont issues de la première branche de la Maison de Brabant.
Après l'abdication du landgrave Ernest de Hesse-Philippsthal (1846-1925), la possession de la Hesse-Philippsthal revint à la lignée de Hesse-Philippsthal-Barchfeld (1868).
Guillaume de Hesse-Philippsthal-Barchfeld est l'ancêtre de l'actuel chef de la Maison de Hesse-Philippsthal-Barchfeld, le prince Guillaume de Hesse-Philippsthal (1933-).